# 毛利元義
毛利 元義（もうり もとよし）は、江戸時代後期の大名。長門国長府藩11代藩主。

## 生涯
第10代藩主・毛利匡芳の長男として江戸で生まれる。母は宝珠院（右大臣西園寺賞季の娘）。寛政4年（1792年）、父の死去により跡を継ぐ。武芸や儒学を奨励して、藩校敬業館の充実や有能な人材登用に努めた。しかし次第に藩政から逃避し始め、もともと優れた才能のあった絵画に溺れて藩政を省みなくなり、藩財政を極度に悪化させた。
文政13年（1830年）9月、長州本藩の江戸屋敷を訪れて、位階昇進の幕府に対する執り成しを申し入れる。同年11月、本藩は老中水野忠成に元義の位階昇進の内願書を提出するものの、この年の昇進は実現しなかった。天保5年12月16日（1835年1月14日）に従四位下に昇進するが、一代限りとの申し渡しを受ける。
天保12年9月21日（1841年10月24日）、三男の元運に家督を譲って隠居し、天保14年4月5日（1843年5月4日）に江戸において死去した。享年59。
鹿津部真顔に師事した狂歌師であり、清元節「梅の春」を作詞するなど文化人としては高く評価されており、元義の代の長府では狩野芳崖や諸葛函渓、度会東明といった多くの文化人が生まれている。また、享和元年（1801年）には長府藩の御用絵師を狩野・笹山・度会・諸葛の4家とした。

## 系譜
- 父：毛利匡芳（1758年 - 1792年）
- 母：宝珠院（1761年 - 1790年） - 西園寺賞季の娘
- 正室：光容院（1789年 - 1815年） - 細川利庸の娘
- 側室：駒田氏
  - 長男：毛利元寛（1803年 - 1828年）
- 側室：岩子
  - 長女：孝子（1808年 - 1813年）
- 側室：益子
  - 次男：直吉（1810年 - 1811年）
- 側室：林香院
  - 次女：穠子（1814年 - 1814年）
  - 三女：亮子（1816年 - 1856年） - 長府細川家・細川義邵正室
  - 三男：毛利元運（1817年 - 1852年）
  - 四女：政子（1819年 - 1859年） - 脇坂安宅正室
  - 四男：熊之助（1820年 - 1820年）
  - 五男：芳之助（1823年 - 1825年）
  - 六男：時之進（1825年 - 1826年）
  - 七男：徹五郎（1827年 - 1828年）
- 側室：伊穂崎
  - 八男：清丸（1827年 - 1828年）
  - 九男：織之助（1830年 - 1832年）
  - 十男：福之助（1830年 - 1833年）
  - 十一男：毛利元承（1833年 - 1849年） - 毛利元世の養子
- 側室：浅子
  - 五女：祥子（1833年 - 1839年）

## 参考資料
- 渡辺憲司『近世大名文芸圏研究』八木書店、1997年2月28日。ISBN 978-4840696029。